# Runcinia tarabayevi
Runcinia tarabayevi is een spinnensoort in de taxonomische indeling van de krabspinnen (Thomisidae).
Het dier behoort tot het geslacht Runcinia. De wetenschappelijke naam van de soort werd voor het eerst geldig gepubliceerd in 1990 door Yuri M. Marusik & Dmitri Viktorovich Logunov.